# Hotel Llao Llao
L'Hotel Llao Llao è un albergo di San Carlos de Bariloche nella Provincia di Río Negro in Argentina. Situato ai piedi delle Ande su di una collina tra il lago Moreno e il lago Nahuel Huapi, l'Hotel Llao Llao è opera dell'architetto argentino Alejandro Bustillo.

## Storia
L'albergo venne ufficialmente inaugurato l'8 gennaio 1939. Il 29 ottobre di quello stesso anno, però, un incendio danneggiò gravemente la struttura. I lavori di ricostruzione vennero avviati quasi immediatamente, così da permetterne la riapertura già il 15 settembre del 1940.

## Galleria d'immagini

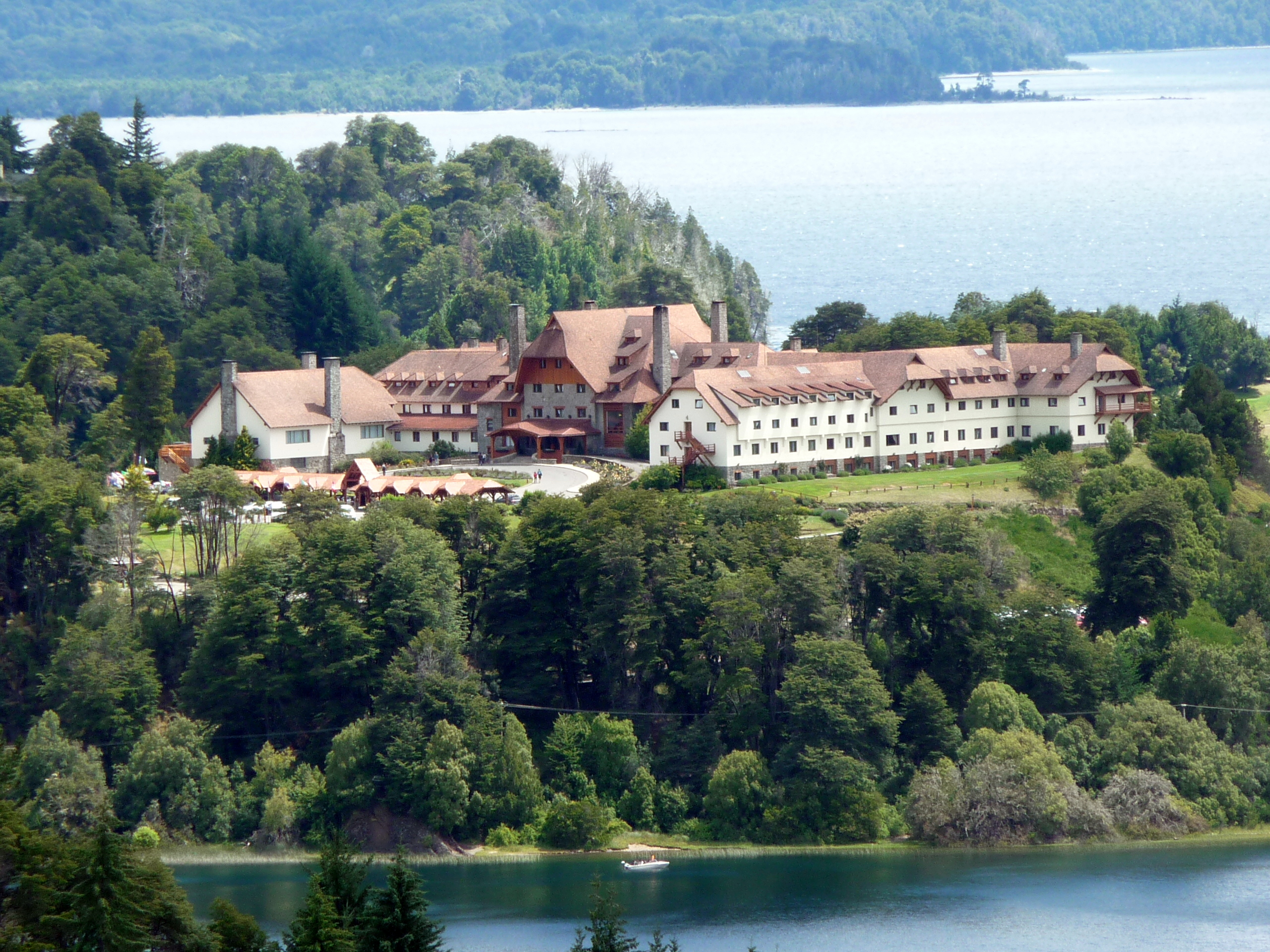
Vista panoramica sull'albergo
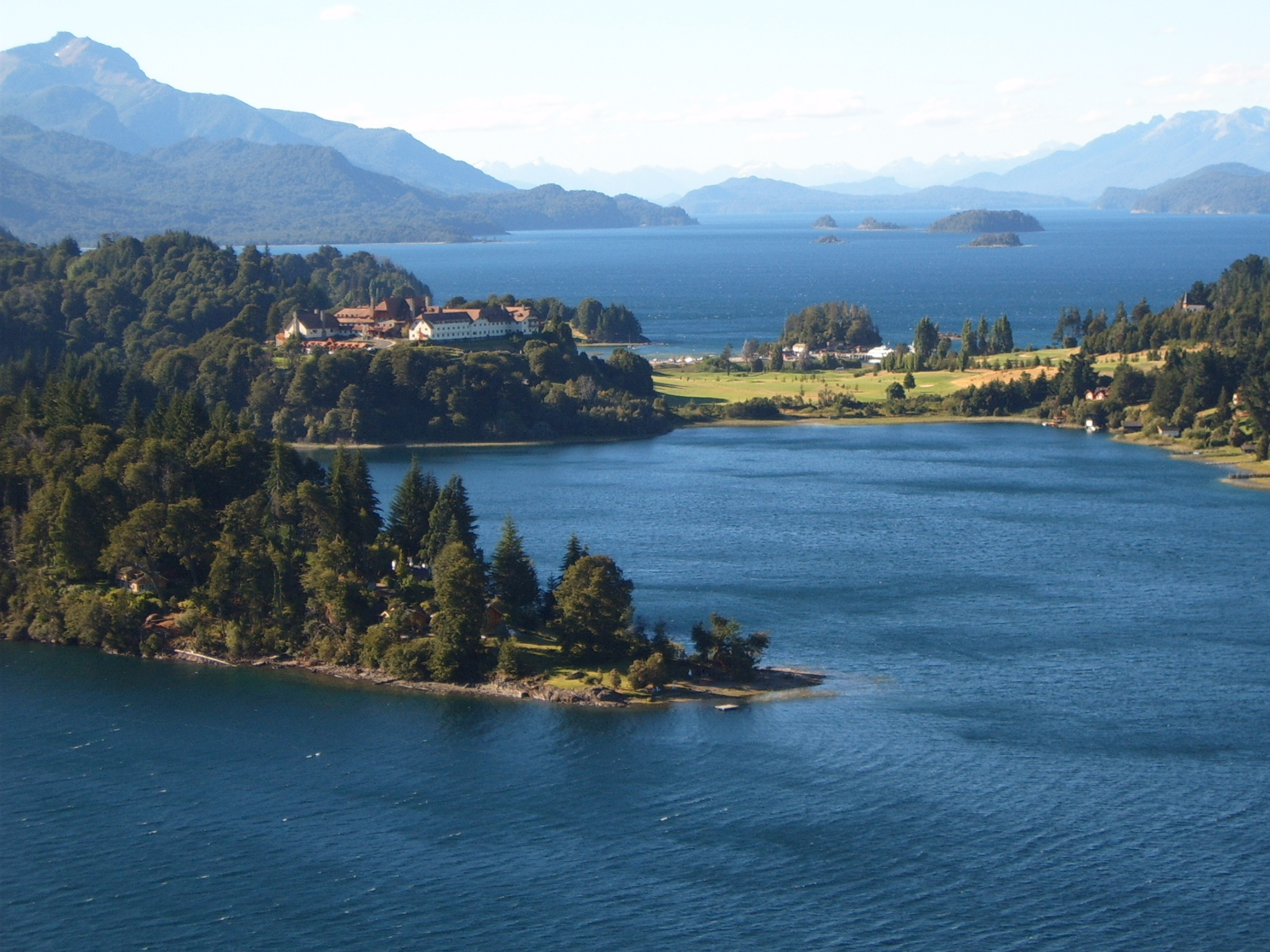
L'albergo e il lago Nahuel Huapi
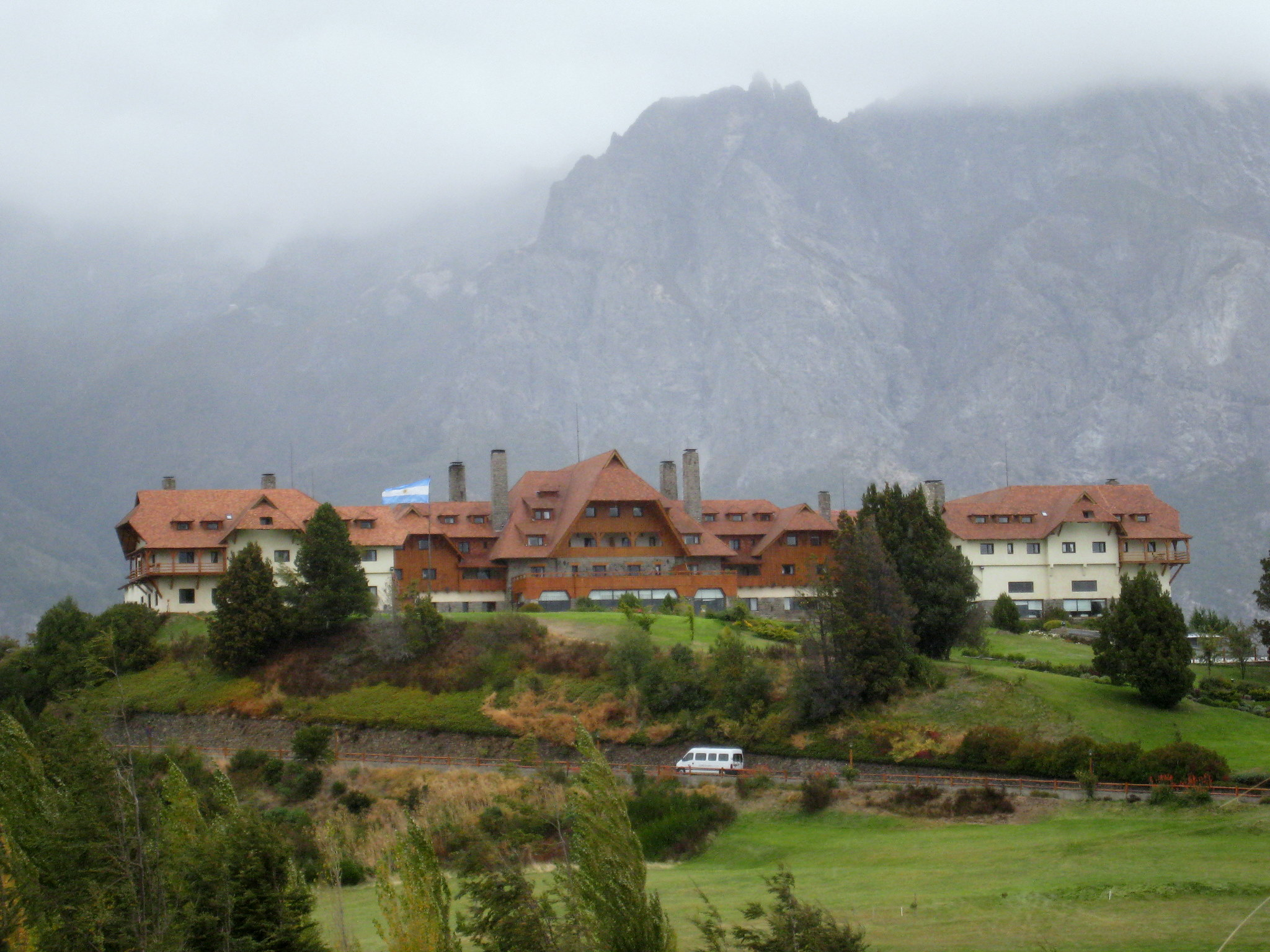